# Provincia di Chupaca
La provincia di Chupaca è una provincia del Perù, situata nella regione di Junín.

## Geografia antropica

### Suddivisioni amministrative
È divisa in 9 distretti:
- Ahuac (Ahuac)
- Chongos Bajo (Chongos Bajo)
- Chupaca (Chupaca)
- Huachac (Huachac)
- Huamancaca Chico (Huamancaca Chico)
- San Juan de Jarpa (Jarpa)
- San Juan de Yscos (Yscos)
- Tres de Diciembre (Tres de Diciembre)
- Yanacancha (Yanacancha)